# カジミエシュ・コルト
カジミエシュ・コルト（ポーランド語: Kazimierz Kord, 1930年11月18日 - 2021年4月29日）は、ポーランドの指揮者。

## 経歴
1939年から1945年までピアノをレニングラード音楽院で学ぶ。またクラクフ音楽院にも学んだ。
ワルシャワ国立フィルハーモニー管弦楽団とバーデンバーデン南西ドイツ放送交響楽団に指揮者として要職に就く。オペラ指揮者としての契約の一つに、1976年にロンドン王立歌劇場における《エフゲニー・オネーギン》の上演があった。数ある音源の中にジュール・マスネの《ドン・キホーテ》の録音がある。

## 参考資料
1. ↑  Evidon, Richard, "Music in London" (June 1976).  The Musical Times, 117 (1600): pp. 503-505, 507-509.
2. ↑  MacDonald, Hugh, "Record Reviews" (Werther, Cendrillon, Don Quichotte) (August 1980).  The Musical Times, 121 (1650): 504-505.

| 先代 ヤン・クレンツ         | ポーランド国立放送交響楽団 音楽監督 1969–1973           | 次代 アントニ・ヴィト     |
| 先代 ヴィトルド・ロヴィツキ | ワルシャワ・フィルハーモニー管弦楽団 音楽監督 1977–2001 | 次代 アントニ・ヴィト     |
| 先代 エルネスト・ブール     | 南西ドイツ放送交響楽団 首席指揮者 1980–1986             | 次代 ミヒャエル・ギーレン |